# 김영균 (연출가)
김영균(1974년 ~ )은 KBS 드라마본부의 프로듀서이다.

## 경력
- KBS 드라마본부 PD

## 연출 작품
- 2017년 KBS 2TV 《마녀의 법정》